# Isaac Delahaye
Isaac Delahaye (* 9. ledna 1982, Ypry, Belgie) je belgický kytarista nizozemské hudební skupiny Epica, se kterou vystupuje od roku 2009. Před Epicou působil čtyři roky v kapele God Dethroned.
Své hudební vzdělání začal v sedmi letech na hudební akademii v Ypry. Na elektrickou kytaru poté začal hrát v šestnácti a ve studiu pokračoval na Univerzitě hudby v Rotterdamu. V roce 2004 se připojil ke kapele God Dethroned a nahradil Jense van der Valka. V lednu 2009 bylo oficiálně oznámeno, že Isaac již není členem God Dethroned a následně bylo prozrazeno, že se připojil ke kapele Epica.